# و اینک فردا
و اینک فردا (انگلیسی: And Now Tomorrow) فیلمی در ژانر درام و رمان به کارگردانی اروینگ پیکل است که در سال ۱۹۴۴ منتشر شد.

## بازیگران
- الن لاد
- لرتا یانگ
- سوزان هیوارد
- بری سالیوان
- بولا بوندی
- سسیل کلاوای
- می کلارک
- آنتونی کاروسو
- الک کریگ
- دوریس دولینگ
- ایدیت اوانسون
- گرانت میچل
- هلن مک
- دودلز ویوِر
- بایرون فولگر
- هری سی. بردلی